# Сенино (Вичугский район)
Сенино — опустевшая деревня в Вичугском районе Ивановской области. Входит в состав Сошниковского сельского поселения.

## География
Находится в северо-восточной части Ивановской области на расстоянии приблизительно 11 км на восток по прямой от районного центра города Вичуга.

## История
В 1872 году здесь (тогда деревня Сенино или Наумцево Юрьевецкого уезда Костромской губернии) было учтено 13 дворов, в 1907 году —25.

## Население
Постоянное население составляло 77 человек (1872 год), 92 (1897), 117 (1907), 0 как в 2002 году, так и в 2010.